# Чепел (остров)
Чепел (на унгарски: Csepel-sziget) е най-големият остров на река Дунав в Унгария.
Дълъг е 48 километра, а ширината му е от 6 до 8 километра. Площта му е 257 квадратни километра, а населението му е 165 000 души.
Островът започва от Будапеща и се простира на юг. Северният му край е квартал Чепел, столичен район XXI. По-голямата част от острова е достъпна от Будапеща посредством крайградската железница.
Чепел е първият център, откъдето започва унгарското завладяване на Карпатския басейн, ранният дом на племето на Арпад. Наименуван на коня Чепелта (Csepelt) на Арпад.
Отличава се с най-високата конструкция на Унгария – кулата Лакихед, 314-метрова радиостанция, използвана днес с прекъсвания за целите на мрежовия контрол.